# Château de Costeraste
Le château de Costeraste est un bâtiment défensif édifié à partir de 1218 situé sur la commune de Gourdon, département du Lot.

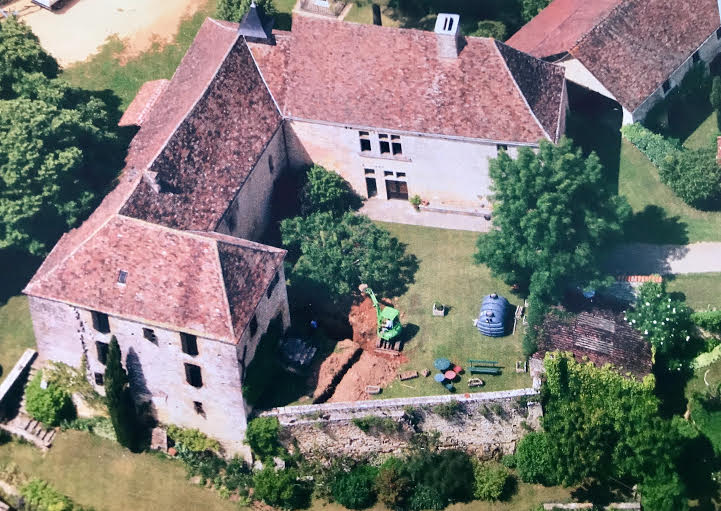
Vue aérienne, fin du XXe siècle

Reconstruit après la guerre de Cent Ans et modifié aux XVIIe et XIXe siècles, il a été édifié durant la Croisade des Albigeois  avant de devenir la base d'opération de compagnies de routiers pendant la guerre de Cent Ans. Plusieurs familles grandiront successivement entre ses murs : les Tustal, les Lalande, les Albareil, les Peyronnenc, les Calvimont avant qu'il ne soit vendu comme bien national sous la Révolution française. Scindé, dépecé, transformé, il retrouvera à partir du milieu du XXe siècle, une famille, les Boudet, pour le sauver et le restaurer. À travers les péripéties de ses propriétaires et l'évolution de son architecture, il est le témoin de tous les événements de l'histoire de France, du Moyen Âge jusqu'à nos jours.

## Historique

### L’ascension d’une famille, les Ebrard: 1119-1348
C’est dans l’entourage des seigneurs de Gourdon, qui dominent la majeure partie du Quercy entre les rivières Lot et Dordogne, qu’apparaît pour la première fois la famille des Ebrard. En effet, en 1118, le seigneur de Gourdon reçoit le pape Calixte II pour poser la première pierre d’un monastère qui sera affilié à l’ordre de Cluny. Un an plus tard, en 1119, une série de donations ont lieu de la part de notables pour permettre au monastère d'assurer son autonomie financière. Parmi les donateurs, on trouve un certain Ebrard  - à l’époque un simple prénom - et son fils Guillaume, qui lèguent « un étang, deux moulins et une plaine labourable». Un don très important pour l’époque et qui nous renseigne sur la situation financière et la position sociale du donateur. Ebrard est en effet qualifié, dans le texte de donation, de cocus, ce qui en fait le responsable de l’approvisionnement du castrum de Gourdon. Un office où les occasions de s’enrichir sont particulièrement nombreuses, mais  qui ne permettent pas aux Ebrard  d'appartenir à l’aristocratie : ils ne sont pas des chevaliers. Pas encore.
Entre 1152 et 1180, de nombreux Ebrard apparaissent, en tant que témoins, dans des actes de donation des notables locaux en faveur de la puissante abbaye d'Obazine. On remarque que dorénavant Ebrard est devenu un nom de famille et qu’autour de 1180, ils sont à leur tour donateurs - de terres et de villages - sur le causse de Gramat. Ainsi à l’aube du XIIIe siècle, les Ebrard sont désormais une lignée clairement identifiée sur plusieurs générations et dont les possessions, d’abord regroupées autour de Gourdon s’étendent désormais jusqu’à Rocamadour.
L’irruption de la Croisade des Albigeois en Quercy et Périgord en 1209, puis 1214, suivie par les  défaites successives du comte de Toulouse amènent le baron de Gourdon à faire allégeance au vainqueur, Simon de Montfort, et même à combattre à ses côtés lors du siège de Toulouse. Pour le remercier de sa fidélité, ce dernier le gratifie de revenus, le 25 mars 1218, par un acte où apparaît comme témoin à la fois le fils de Simon de Montfort et un représentant de la famille Ebrard, Géraud, devenu – enfin – chevalier.

#### La naissance du château
Ce sont des conditions géopolitiques et historiques précises qui donnent naissance au château de Costeraste.
À l'été 1218, le baron de Gourdon, après avoir combattu au côté des Croisés dès 1209, se retrouve dans une position périlleuse à la mort de son suzerain et protecteur, Simon de Montfort. En effet, les seigneurs quercinois, qui sont restés fidèles au comte de Toulouse, reviennent dans leurs fiefs. En particulier, le baron Almavin de Pestilhac, spolié de ses terres, qui retrouvent ses possessions jusqu'à Cazals, et dont l'un des vassaux établi à Concorès se trouve aux porte de Gourdon. C'est donc face à la vallée du Céou - pour se prémunir contre toute attaque - que sont construits la tour et la castrum de Costeraste pour verrouiller l'accès de la ville Gourdon.
C’est donc à partir de 1218  que l’on peut situer la fondation du castrum de Costeraste par les Ebrard. Construction qui a du être rapidement achevée eu égard à l'urgence de  contrôler et de défendre ce verrou stratégique.
L’édification du castrum de Costeraste doit donc avoir eu lieu dans la premier quart du XIIIe siècle, ce que confirme la dernière analyse architecturale des bâtiments menée en 2009.
Le choix du site - qui surplombe à la fois la route venant de Cahors et celle de Domme - est aussi lié au développement du pèlerinage de Rocamadour. Le château pouvait ainsi contrôler la voie des pèlerins venant du Sud, mais surtout celle de la mer. En effet, les pèlerins, très nombreux, qui venaient de l'Europe du Nord, débarquaient en bateau à Libourne, puis remontaient la Dordogne jusqu'aux ports de Domme. Ces contingents de pèlerins passaient alors immanquablement sur les terres du château où le seigneur pouvait leur accorder aide et protection... sans doute pas désintéressées.

#### Les vicissitudes d'une famille
Un fief, un castrum, la famille Ebrard a atteint son but : s’émanciper des Gourdon en profitant de l'instabilité politique et installer solidement leur lignée au centre d’une position stratégique.
Pourtant l’Histoire se rappelle bientôt à eux car, à la fin de l’année 1241, c’est toute la région de Gourdon qui est soumise à une enquête pour hérésie de la part de l’inquisiteurs Pierre Celan qui va prononcer de nombreuses condamnations. Ainsi, Bernard et Arnaud d’Ebrard - les deux frères cadets de Géraud, le fondateur du château de Costeraste -   accusés d'avoir fréquenté des cathares à plusieurs reprises, se voient condamnés à effectuer deux pèlerinages, à Saint Gilles et au Puy, ainsi qu'à subvenir aux besoins d’un pauvre pendant un an.
En 1246, les Gourdon, incapables de payer la dot de l’une de leurs filles, se séparent de toute la partie sud de leur territoire qui devient la baronnie de Salviac dont le fief de Costeraste fait désormais partie.
En 1274, une procédure judiciaire indique que les Ebrard sont présents à Costeraste depuis au moins deux générations.
En 1289, sous Philippe le Bel, un nouveau traité redéfinit les conditions de paix entre la France et l’Angleterre en  attribuant au roi d’Angleterre des revenus financiers dans le Quercy, parmi lesquels ceux du repaire de Costeraste dont c’est la première mention écrite.
En 1310, le juge pour le roi d'Angleterre, Arnaud de Codico, se plaint que le repaire de Costeraste soit toujours sous l'autorité du roi de France.
En 1337, la baronnie de Salviac change de main et, à l’occasion de cette vente, on apprend que le castrum de Costeraste est habité par deux familles nobles : les Ebrard qui possèdent la salle seigneuriale et les Engolème – anciens officiers de justice des seigneurs de Gourdon – qui résident dans l’hospicium, la maison forte. Les deux familles se partagent le contrôle de la tour féodale.

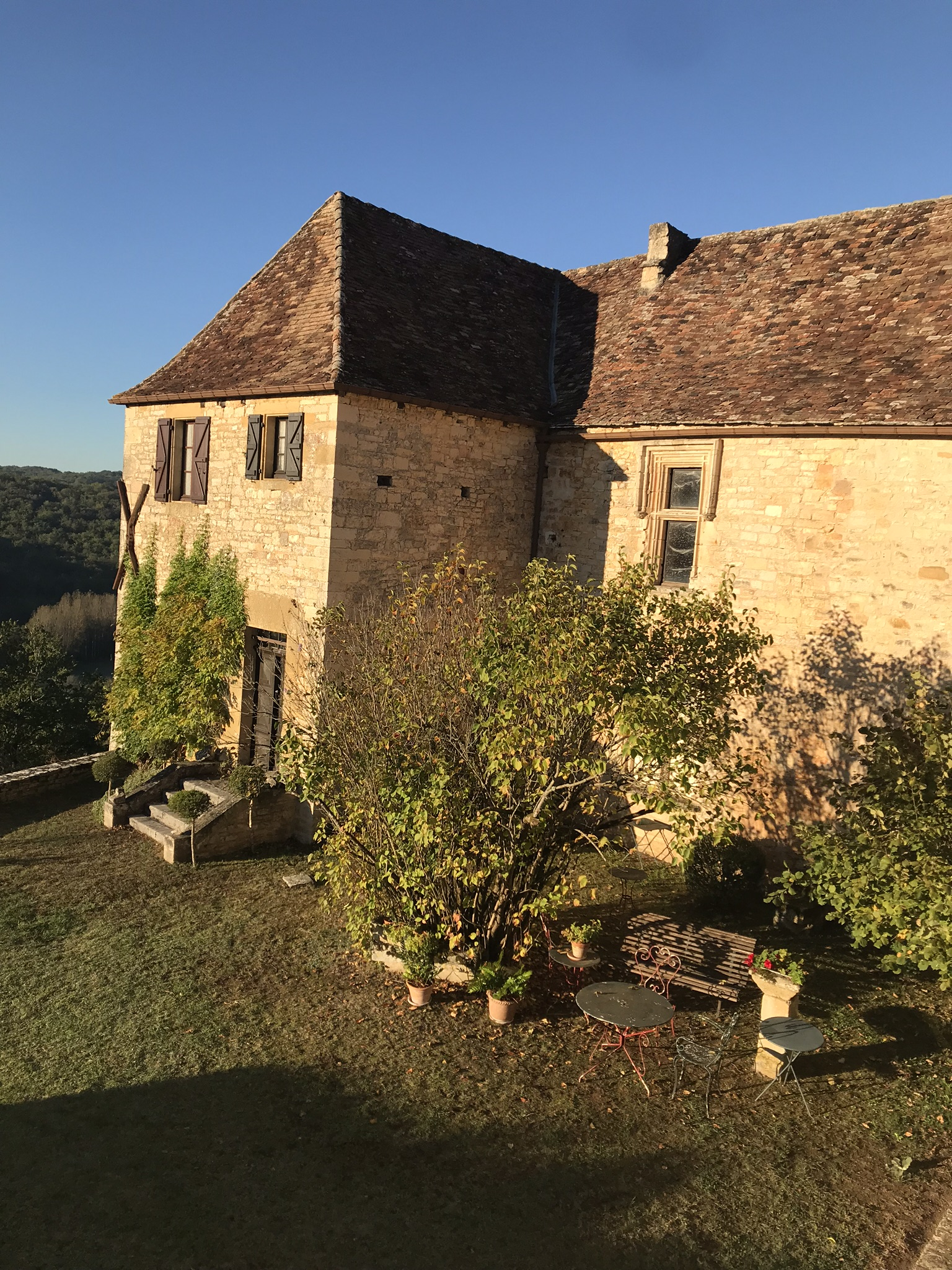
ancienne tour et salle seigneuriale,

### Les seigneurs de la guerre: 1348-1391
Durant la Guerre de Cent ans, le castrum de Costeraste a été le quartier général, pendant plus de 40 ans, de bandes successives de soldats de fortune:  les routiers, qui ont laissé une empreinte sanglante dans  toute la région.
L'arrivée de la peste dans le Quercy au printemps 1348 désorganise en profondeur les structures sociales ainsi que les lignages aristocratiques. De même, l'activité économique connait un effondrement brutal. Epidémie, mortalité, misère: ce sont sans doute ses causes multiples qui font basculer la seigneurie de Costeraste dans l'anarchie et le brigandage.
C’est entre l'été et la Toussaint 1348, après la prise du bourg, tout proche, de Dégagnac que s’installe, dans le castrum, une troupe de mercenaires favorable aux anglais. Contrairement aux idées reçues, cette  bande de soldats de fortune est entièrement composée de locaux – le plus souvent des paysans et des artisans en rupture de ban -  et dirigée par un bourgeois de Gourdon entré en dissidence : Aymar d’Ussel. Ce dernier va, durant des décennies, mettre en coupe réglée tout le territoire situé entre les rivières Dordogne et Lot.
Installés face l'opulente ville de Gourdon, demeurée fidèle au roi de France, le quotidien de ses soldats de fortune n’est fait que d'exactions, pillages, viols, rapts, et meurtres comme le révèle l’interrogatoire minutieux, en 1349 d'un des leurs:  Pons de Vers  dit Pot fendu qui reconnaît pas moins de six vols, un viol et  deux meurtres.
Les violences sont d'ailleurs telles qu’à plusieurs reprises, à partir de 1357, le roi d’Angleterre réclame à plusieurs reprises le bannissement et l'arrestation- mort ou vif - d'Aymar d'Ussel. En vain, car le chef des routiers, s’est allié avec les familles du castrum – les Ebrard et les Engolème – qui participent allègrement au pillage des campagnes et à la mise à sac du voisinage. En février 1359, ils enlèvent leur voisin - Arnaud de Pelegri avec toutes sa famille, et s'emparent de sa maison forte. L'été suivant, ils menacent et rançonnent Cahors à plusieurs reprises. Des exactions qui n'empêchent pas Aymar d'Ussel d'être invité, comme capitaine de Costeraste, à la remise solennelle de la ville de Gourdon au roi d'Angleterre, en janvier 1362 en vertu du traité de Brétigny qui donne le Quercy à l'Angleterre.
La puissance et la dangerosité de cette bande de routiers sont d’ailleurs devenues telles qu’en 1370, le baron de Salviac, suzerain de Costeraste, finit par abandonner certains droits de la seigneurie à son occupant : Aymar d’Ussel d'autant que ce dernier vient de passer du côté français ce qui  conduit à  des attaques des partisans du roi d’Angleterre contre le château de Costeraste en 1376 et 1377. Si Aymar d’Ussel finit par abandonner définitivement les lieux – on perd sa trace à partir de 1381 – il n’en est rien des Ebrard qui, eux, continuent de s’allier avec d’autres chefs de pillards comme Noli Barbe ou Ramonet del Sort.
Certains membres de la famille vont même plus loin, comme ce Mondon Ebrard qui, après avoir participé à l'attaque de  la ville de Figeac en 1372, combattra comme mercenaire jusqu’en Espagne. De retour en Quercy et Périgord, Mondon, devenu un chef de guerre réputé, sera comblé de faveurs par le roi d'Angleterre. Ce dernier lui octroie, en 1381, des revenus sur la ville de Bergerac, puis la concession des bailliages de Sainte Foy la grande, Villefranche du Périgord et Domme et enfin  le droit  fructueux d'importer en Angleterre cent tonneaux de vin de Haut Aquitaine.
En 1385, la garnison de Costeraste est  même assez puissante pour mener des attaques à longue distance, s'en prenant, durant l'été, à Calvignac, Saint-Cirq-Lapopie et, à plusieurs reprises, à Cahors, dont elle enlève  deux bourgeois qu'elle retient au château, en attendant le paiement de leur rançon
Au printemps 1386, les relations se tendent à nouveau entre Costeraste et  Gourdon dont les consuls interdisent aux habitants du castrum de pénétrer en ville. Après une tentative ratée d'accord, la garnison de Costeraste, commandée par Guy de Peyronnenc et Guinot Peligri, des seigneurs voisins, attaque Gourdon, début juin. En représailles, les soldats envoyés par le comte d'Armagnac, représentant du roi en Quercy, font le siège du château de Costeraste au mois d'aout. En vain, car le 31 août, les Gourdonnais en sont réduits à espionner le castrum à défaut d'avoir pu s'emparer. En septembre, les deux parties ne parviennent toujours pas à un accord à tel point qu'en janvier 1387, les consuls de Gourdon envisagent de construire une machine de guerre pour s'emparer de Costeraste. Un traité sera finalement signé en février. Cependant, la violence des combats a dû être intense, car le même mois, la ville de Gourdon paye encore des soins à ses soldats blessés pendant l'attaque du château.
En 1387, Ramonet del Sort confie le commandement de la garnison de Costeraste à Pierre Ebraic, sans doute une déformation du nom d'Ebrard.
En juillet 1387, un premier traité est signé, avec le représentant du roi de France, Jean d'Armagnac, qui négocie l'évacuation de Costeraste en échange d'une somme de 80 francs d'or âprement négociée. Trois ans après, à l'été 1390, l'évacuation n'est toujours pas réalisée : le pouvoir royal et les consuls de Gourdon ne parvenant pas à la financer. C'est au début de l'année 1391 que les routiers quittent enfin Costeraste abandonnant un château en ruine et laissant un territoire dévasté.

### L’éclatement de la seigneurie: 1391-1447
Dans les dernières années du XIVe siècle, la papauté, installée à Avignon, s’inquiète de ne plus toucher de fiscalité de la province du Quercy, ravagée par plus de cinquante ans de conflit entre la France et l’Angleterre.  Elle envoie donc deux limiers ecclésiastiques - qui, comme leurs noms de famille, l'indiquent, sont des familiers de la région - Gérard de Peyrilles et Guillem de Saint Clair, pour enquêter sur le terrain : ils décrivent le lieu et castrum de Costerate comme « déserts, détruits et désolés ». En effet, la population a massivement déserté le village, les terres sont retournées à l'état sauvage, quant à la tour et aux fortifications du castrum, elles sont à l’état de ruine. Quant à la famille d’Engolème, elle a disparu des lieux. En 1400, le castrum appartient à Pierre Ebrard.
De plus, la guerre se poursuit tout autour : en 1407, Ramonet del Sort, après avoir abandonné Costeraste, s'est installé au château de Castelnau-Berbiguières sur les bords de la Dordogne où il continue ses pillages. Le château de La Fontade, situé à quelques kilomètres à l'ouest, toujours occupé en 1430, menace constamment Sarlat. Pareil pour celui de Lantis dont un capitaine pro-anglais contrôle toujours la route de Cahors en 1433. Quant au château voisin de Concorès, il abrite toujours une compagnie de routiers qui ne sera délogée qu'en 1438.
Le dernier des seigneurs d'origine de Costeraste, Amalric Ebrard, disparaît, lui, sans doute vers 1420 après deux siècles de présence de sa famille.
Au milieu du XVe siècle, la seigneurie et ses droits dont désormais éclatés en plusieurs parties : 
- certains rentes et droits seigneuriaux, en particulier la basse justice, appartenant aux descendants d’Aymar d’Ussel depuis 1370.
- d'autres droits, comme la moyenne et la haute justice, appartiennent désormais à la famille de Cazeton : celle-ci ayant hérité de la baronnie de Salviac.

- Quant au castrum, il est passé à la famille Peligri qui en a hérité du dernier des Ebrard, Amalric[29]. En 1443, Raymonde de Peligri le transmet par testament à son neveu, Guillaume de Soyris[30].

### L’ennoblissement d’une famille bourgeoise, les Ricard Tustal: 1447-1546

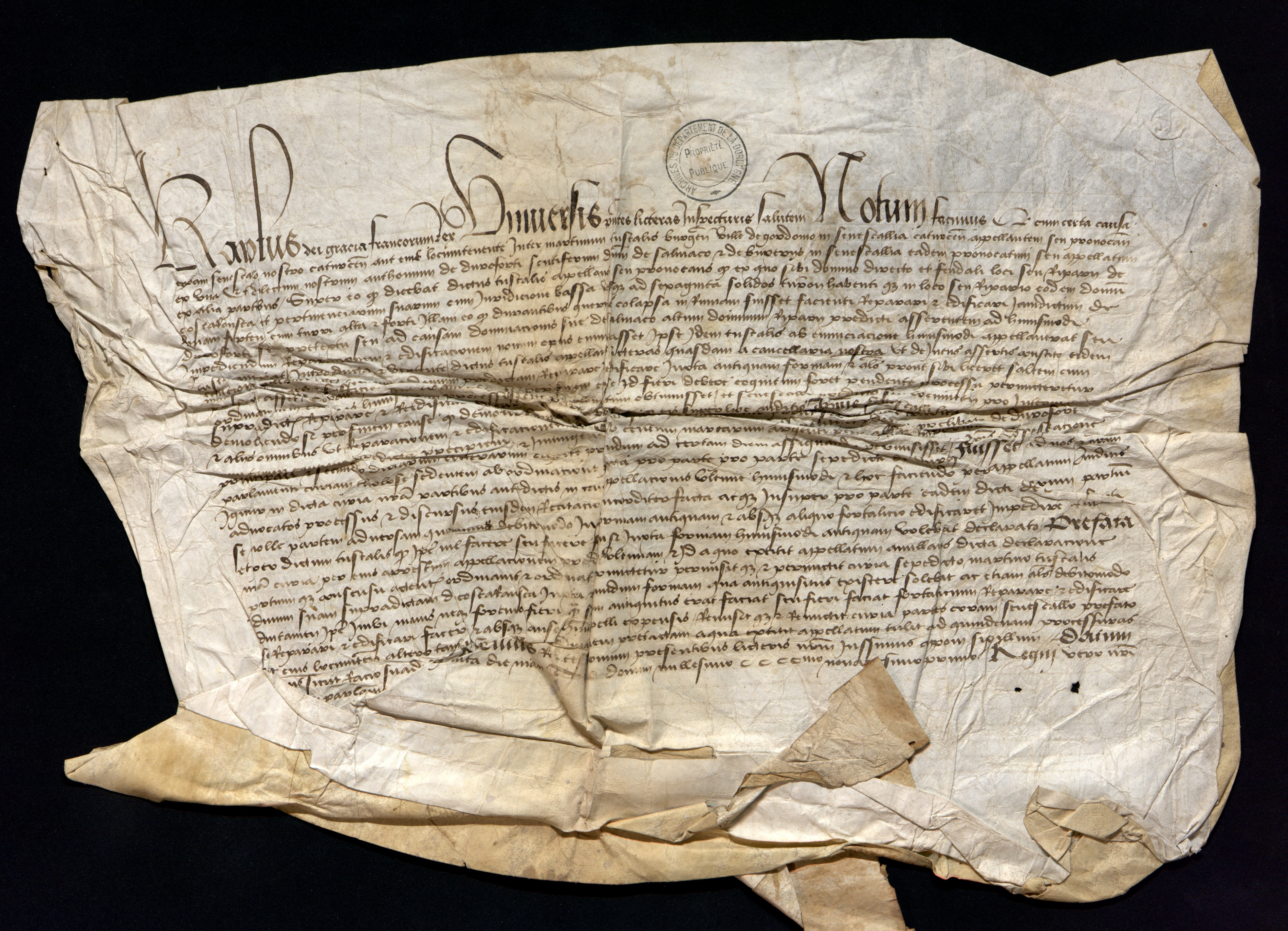
lettres royales autorisant la reconstruction de la tour en 1491.

C’est alors qu’apparaît, dans l'histoire de Costeraste, une famille bourgeoise : les Ricard. Ces derniers, à partir de 1387, achètent de nombreux biens dans région de Gourdon  commençant par une maison en ville, puis un moulin sur le Bléou et, enfin de nombreuses rentes jusqu'à s'adjuger une part de la seigneurie et des droits féodaux de Gourdon en 1446. En deux générations -  d'abord  Guillaume, marchand à Cahors, puis Ramond, chanoine dans la même ville  - les Ricard vont ainsi étendre leur influence dans le Gourdonnais à coup d'acquisitions successives de biens fonciers comme de droits seigneuriaux.
Allié par mariage à la famille Tustal, qui possède des biens dans la paroisse voisine de Dégagnac, Ramond Ricard, déjà bien implanté  dans le sud de Gourdon, fait la jonction territoriale entre les biens des Tustal et les siens, en achetant le castrum de Costeraste en 1447.
Ainsi le 22 novembre 1447, Ramond Ricard signe la mise en location des terres de Costeraste afin de les remettre en exploitation. Et ce en faveur de ses deux neveux : Pierre, encore mineur, et Jean, son frère aîné, qualifié de bourgeois de Cahors. Lors de cette transaction les deux repreneurs des terres, Jauvion et Madieu, s'engagent à verser au nouveau seigneur un cens : un loyer annuel versé à la fois en nature - blé, avoine, animaux - en argent et en journées de travail. À la suite de cet accord, quatre familles s'installent sur les terres de Costeraste pour les remettre en culture. Elles seront huit en 1504.
Les nouveaux  seigneurs  se réservent, eux, un jardin, deux prés, un droit de pacage et d'herbages, le donjon avec les fortifications et surtout le bois nécessaire pour les réparer, ce qui révèle l’état de ruine du castrum..
En 1447, la seigneurie de Costeraste s'étend ainsi à plusieurs villages: Maillol en direction de Gourdon, Poudens en limite de Concorés et Salepissou en bordure du Bléou. Elle contrôle aussi deux rivières, la Céou et le Bléou, avec leurs terres fertiles et leurs moulins à blé ou producteur de métal.
Dès 1451, la seigneurie est passée à Raymond Tustal dont les fils sont les héritiers par alliance des Ricard. Cette famille – originaire de Sarlat et reconnue bourgeoise à Cahors et Gourdon -  va rapidement se servir de cette seigneurie comme tremplin social pour favoriser son anoblissement.
D’abord en achetant progressivement les droits de basse justice aux Ussel, puis en entrant en conflit, en 1462, avec leur suzerain, Antoine Durfort, baron de Salviac, pour reconstruire la tour féodale, « tour haute et forte sur le rocher ». Un investissement financier constant et un combat judiciaire obstiné que la famille de Tustal va mener, tout au long du XVe siècle, puisqu’elle obtient en 1491 l’autorisation de rebâtir la tour et, en 1513, l’intégralité de la basse justice.
Réputés nobles  à partir de 1461, les Tustal prêtent  hommage au roi pour le fief de Costeraste en 1504. Toutefois dans les actes juridiques entre aristocrates locaux où ils  apparaissent comme témoins, ils sont toujours qualifiés de bourgeois.
Trois génération de Tustal – Raymond à partir de 1451, Martin à partir de 1482, puis  Bertrand en 1507 – vont ainsi se succéder, pendant un siècle, à la tête de la seigneurie de Costeraste et la faire prospérer - principalement par une politique soutenue d'acquisition de terres cultivables qu'ils exploitent pour leur propre compte - jusqu’en 1546 où l’héritière des Tustal, Marguerite, épouse Thomas de Lalande de Perdigal, originaire du proche Périgord, qui fait entrer le château dans cette nouvelle famille.

### Un intermède tourmenté: les Lalande: 1546-1580
Les Lalande sont une famille de notables, possessionnée dans la région d'Agen. Géraud de Lalande, avocat, en est régulièrement consul à la charnière du 15° et 16° siècle. Un Lalande est gouverneur d'Agen, durant les Guerres de religion, et  échange une correspondance assidue avec Blaise de Montluc, chef militaire du parti catholique. Selon certaines sources, ce Lalande et son frère, tous deux chanoines d'Agen, seraient les fondateurs de la ligue catholique. Thomas, lui, hérite du fief de Perdigal, situé sur la commune de Saint Chamassy, près du Bugue, en Dordogne.
Si les Lalande ne laissent pas de trace dans l’histoire architecturale du château de Costeraste, ils sont, en revanche, très investis dans la gestion et la rentabilité de leur domaine. Ainsi, Thomas et Marguerite - qui cosigne systématiquement tous les actes - achètent des rentes à leurs voisins, passent des baux avec les paysans et  développent leurs propres élevages. Le couple a rapidement deux enfants : Amaynieu l'aîné et une fille Florette. À partir de 1571, c’est Amaynieu qui dirige avec sa mère la seigneurie, ce qui laisse supposer qu’à cette date, elle est veuve. Marguerite de Lalande décède en 1579 et Aymanieu hérite de ses biens.
Un an plus tard, Florette de Lalande, épouse François Albareil, lieutenant général de Gourdon, qui ne parvient pas à se faire payer sa dot de 6300 livres et assigne son beau-frère en justice. Furieux, ce dernier - qui n'a pas de descendant -  déshérite sa sœur en faveur d'un de ses cousins, Jean de Dufort, baron de Born. À la mort d'Aymanieu, une suite de procès se succède qui s'achève par une transaction : contre un dédommagement de 1500 écus, Jean de Dufort renonce à ses droits à l'héritage et la seigneurie de Costeraste, estimée à 15000 livres, revient à Florette en avril 1582.
Cette transaction ne calme pas pour autant  l'appétit financier de son mari, François d'Albareil qui, réclamant sa dot toujours impayée, oblige sa femme a lui céder la quasi-totalité de la seigneurie de Costeraste. Un "don forcé"  qui va avoir de lourdes conséquences familiales quelques années plus tard.
En attendant, François d'Albareil va largement développer le territoire du fief, jusqu’à le rendre indépendant des seigneurs locaux pour n'avoir plus d'autre suzerain que le roi de France.

### Une famille de coureurs de dots, les Albareil: 1580-1664

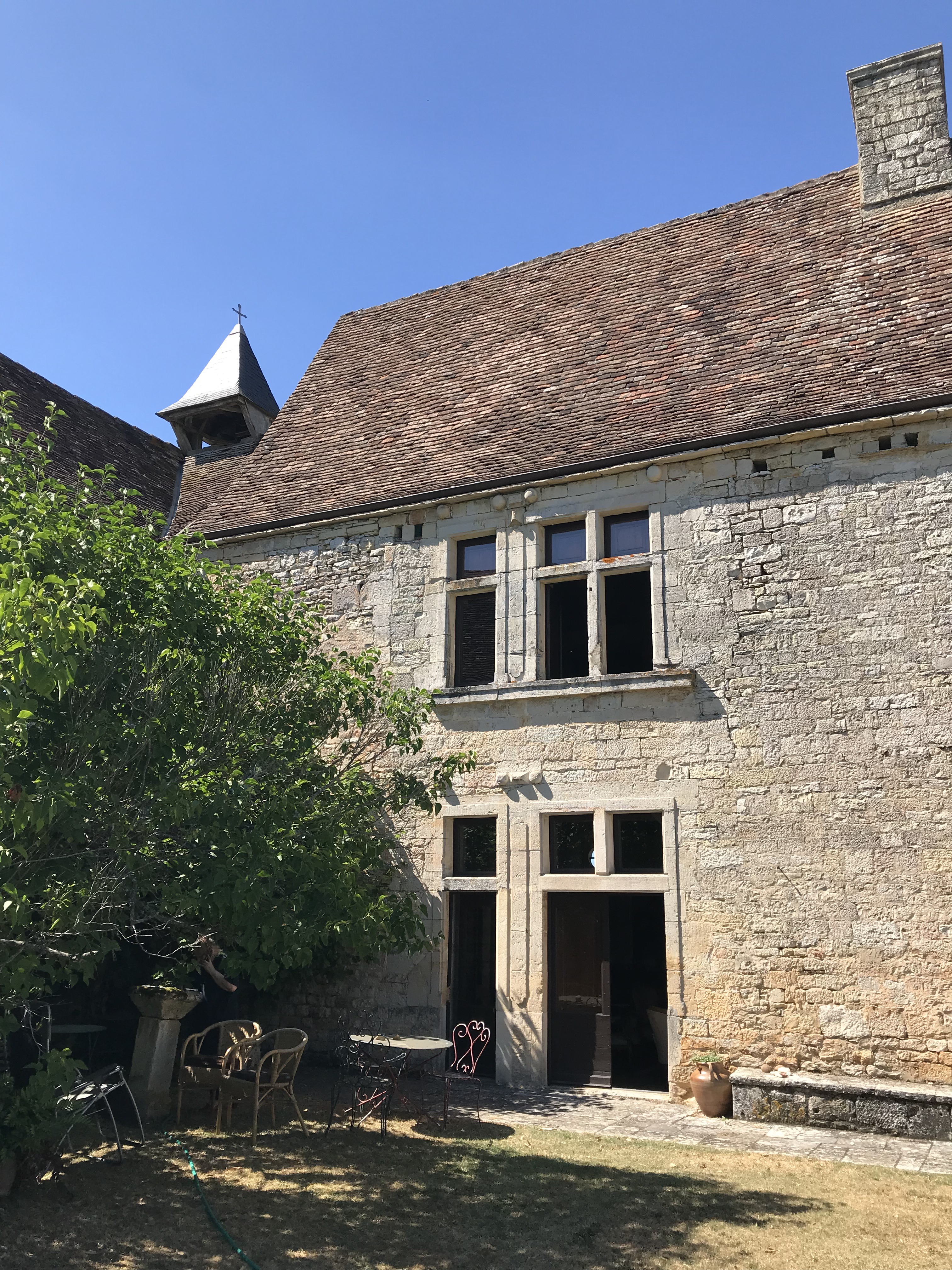
Façade sud 1652.

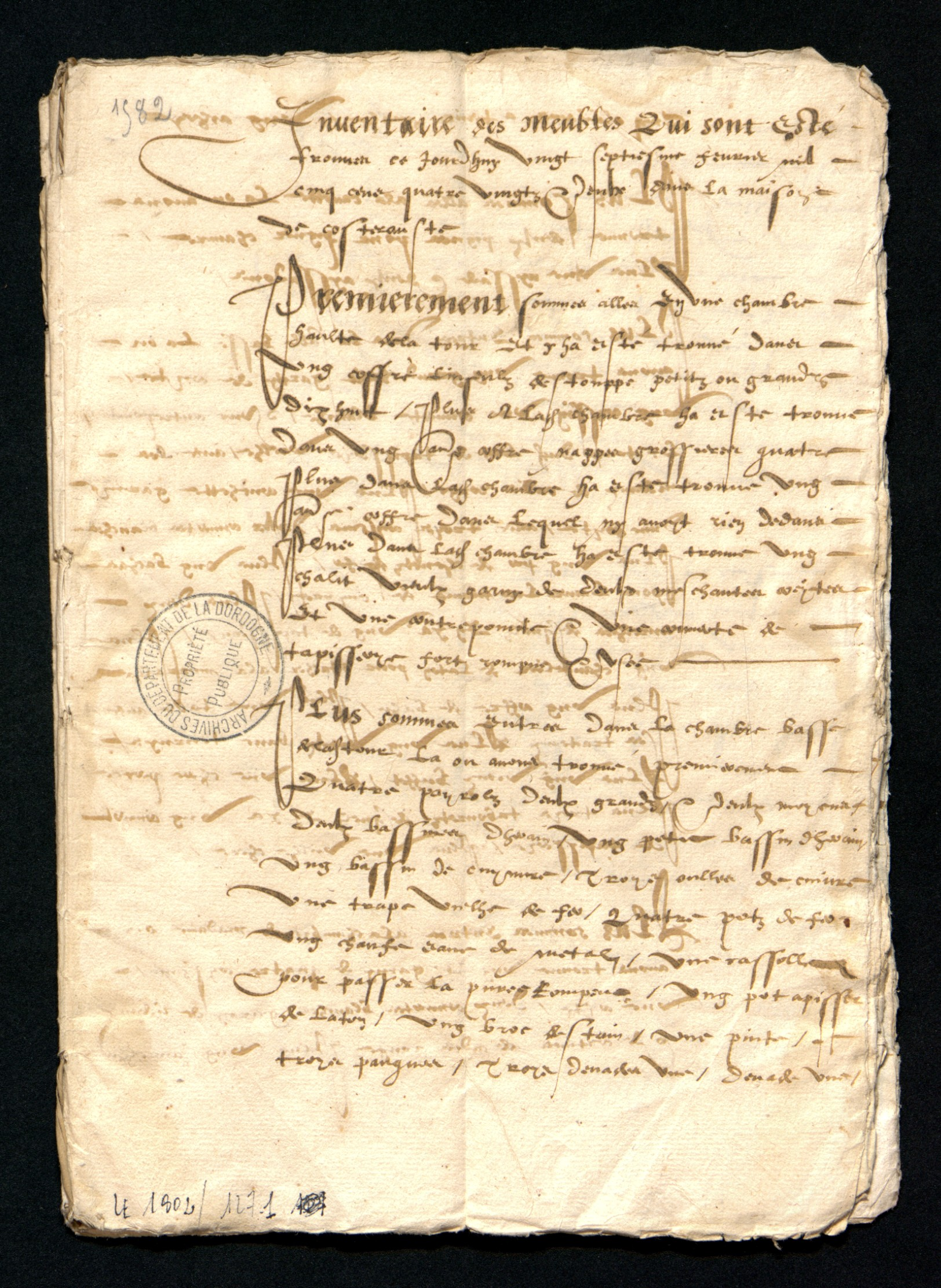
Inventaire du château 1582.

D’abord laboureurs à Montfaucon au XIVe siècle, puis artisans, prêtres et enfin notaires à partir de 1508, les Albareil gravissent un à un les échelons de la hiérarchie sociale jusqu’à Jean d’Albareil, lieutenant du sénéchal de Gourdon, dont le fils, François, est considéré à la fin du XVIe siècle comme l’homme le plus opulent de Gourdon. Il possède en effet, au sommet de sa puissance, pas moins de sept seigneuries : Saint Clair et Pech Rigal dans le gourdonnais, la Poujade à Montfaucon, Barbazon à Labastide, Costeraste par mariage, puis Coupiac et Lafontade. Sans compter de nombreuses maisons, terres et moulins comme le confirme un inventaire de ses biens réalisés en 1635, seize ans après sa mort, pour cause de guerre de succession entre ses héritiers.
C’est en 1582 que François d’Albareil prend possession du château et des terres de Costeraste, il va alors tout faire pour les constituer en fief autonome en s’appropriant les seigneuries voisines. Ainsi, en 1594, il achète le fief de Coupiac, château et terre, dont il possède toute la justice dès juin 1597. Ce sera ensuite le tour de la seigneurie de la Fontade. Enfin, en avril 1600, son suzerain, la famille de Durfort, lui vend la moyenne, haute justice ainsi que le droit d’hommage qu’elle possédait encore sur Costeraste. En 1607, François d’Albareil hommage au roi pour les trois fiefs contigus de Costeraste, Coupiac et la Fontade.
Entre 1582 et 1610, François d'Albareil  édifie " sur fondements anciens" , une nouvelle liaison entre le logis et l'hospicium , construction éclairée par deux fenêtres de style différent - l'une à meneau au nord, l'autre en anse de panier vers l’ouest -  et protégée par une échauguette, démolie au milieu du XIXe siècle
La prospérité de François d'Albareil subit toutefois un revers imprévu : son propre fils, Jean d’Albareil, devenu avocat, convainc sa mère Florette de récupérer, par voie de justice, la possession du château de Costeraste ainsi que des métairies, moulins et terres qu'elle avait dû céder à son époux sous prétexte de récupérer sa dot. En décembre 1610, un arrêt du parlement de Toulouse confirme Florette d'Abareil dans ses biens de famille tandis que son mari conserve, lui, les droits seigneuriaux de justice. Ce conflit familial n’empêche pas le château de se doter d’une nouvelle chapelle seigneuriale placée sous la protection de saint Barthélémy et bénie par l’évêque de Cahors en 1613. C’est là que sera enterrée en 1631 Florette de Lalande.
Dépossédé par sa femme et son fils, François d'Albareil, à sa mort, en 1619, ne léguera à ses autres héritiers qu'une chambre "sans cheminée ", qu'il avait réussi à conserver au château de Costeraste
Son fils, Jean d’Albareil, lui, va mettre au goût du jour l’ancien hospicium du XIIIe siècle en perçant de nouvelles portes et fenêtres en façade et en les décorant de nombreuses sculptures guerrières : boulets, canons et bouches à feu. Il opère aussi la jonction entre le château et l'hospicium en créant une tour d'angle carré, décrite comme" un grand degré en pierre et de vis"  et qui dessert les différents étages. En plus de chambres et de salles de réception, le nouveau château comprend de nombreuses dépendances dont une cave à vin, un cellier avec pressoir et un four situés dans la basse-cour ainsi qu'une réserve à grain et un saloir placés, eux, dans le grenier.
En 1627, Jean d'Albareil, réussit un beau mariage en épousant Marguerite du Grenier de Laborie, dont le père Henri, héros des Guerres de Religion, sera nommé gentilhomme de la chambre de Louis XIII en 1637.
En 1630, Jean d'Albareil, ajoute le ténement (domaine agricole) de Mailhol à la seigneurie de Costeraste.
À sa mort, en mars 1656, lui succède son fils Henri qui procédera à un inventaire des meubles du château, inventaire qui ne respire pas l’opulence à part dans le cellier où abondent barriques, futailles et tonneaux. Toutefois, il est probable qu'il ne réside plus à Costeraste, ayant fait, comme son père, un mariage avantageux.
Il épouse, en effet, Françoise de Belcastel de Campagnac, dernière de son nom, ce qui lui permet de mettre la main sur de nombreux domaines et seigneuries. Désormais, les Albareil de Costeraste sont aussi bien possessionnés en Périgord - autour de Campagnac et Daglan - qu'en Quercy -  autour de Saint-Germain-du-Bel-Air et Concores - que sur les rives de la Dordogne avec la seigneurie de Belcastel.
En 1664, sa fille, Françoise, par son mariage avec Antoine de Peyronnenc, signe la fin de plus de quatre-vingts ans de présence des Albareil à Costeraste.

### Des Peyronnenc au Calvimont, le déclin d’une seigneurie: 1664-1790
Présents dans la paroisse voisine de Frayssinet, dès le XIe siècle, les Peyronnenc, en la personne de Guyon, font une première apparition à Costeraste en 1386, en attaquant la ville de Gourdon et en résistant à un siège des armées royales. Après un accord de paix entre Gourdon et Costeraste, en février 1387, dont ils tirent sans doute de notables subsides:  la famille de Peyronnenc achète, l'année suivante, le fief  voisin de Saint Chamarand où elle édifie un château. Pour autant, Guyon de Peyronnenc continue de comporter en seigneur pillard: en 1399, il tend une violente embuscade à son  voisin, Hélie de Vassal, seigneur de Frayssinet, alors qu'il se rend en pèlerinage à Rocamadour. Ces différents méfaits lui valent de se voir ses biens confisqués par le roi de France jusqu'à son pardon en 1404. Passé cette période troublée, la famille de Peyronnenc prospère rapidement, grâce à des  acquisitions de terres et des alliances matrimoniales, pour devenir, dès la fin du XVe siècle, une des familles les plus puissantes du Gourdonnais. Les Peyronnenc se rapprochent alors du pouvoir royal et, durant les Guerres de Religion, obtiennent la confiance du roi de France qui, en 1588, nomme Pierre de Peyronnenc, son sénéchal à Agen. Un titre qui, élargi à la Gascogne, se transmettra à son fils.
Après la mariage de François d'Albareil, trois générations de Peyronnenc - François en 1715, Jean François vers 1749, Jean Baptiste en 1760 -  vont se succéder à la tête des nombreuses possessions familiales. Durant, cette période, le château de Costeraste n'est sans doute plus habité, si ce n’est par un intendant chargé de collecter les revenus du fief. Pour autant, le domaine n'est pas négligé:  par exemple, Jean Baptiste de Peyronnenc, qui réside pourtant à Cahors, se révèle très actif, multipliant les actes judiciaires pour maintenir ses droits et rentrer ses taxes. Certains habitants de Costeraste ont ainsi la surprise de se voir rappeler des droits seigneuriaux datant du siècle passé, d'autres à Gourdon, des taxes de mutation à payer, datant parfois de plusieurs décennies, un paysan de Léobard se retrouve en procès pour s'être approprié six châtaigniers au fond d'un bois... Cette reprise en main s'inscrit dans un  contexte générale de  réaction seigneurale et féodale où des juristes spécialisés fouillent les archives pour retrouver des obligations négligées ou des impôts oubliés. Dans le même temps, le seigneur de Costeraste procède à des changements de fermier, ce qui permet de savoir qu'en 1764, le domaine agricole produit principalement du vin, du seigle, du froment, du blé, de l'orge, du chanvre et du foin. En 1773, il entoure les prés de la vallée du Céou de murs et de fossés pour les protéger des inondations.
En 1779, à la mort de Jean Baptiste de Peyronnenc demeuré sans descendance, tout le patrimoine foncier familial, dont Costeraste, échoit  au fils de sa sœur Elisabeth: Jean François de Calvimont.
Les Calvimont, originaires de la vallée de la Vézère dans le Périgord, y possèdent plusieurs châteaux dont celui de l'Herm, rendu célèbre par le roman d'Eugène Le Roy, Jacquou le Croquant.
C'est la branche des Calvimont, installée depuis 1545  à Saint Martial de Nabirat qui récupère ainsi les seigneuries de Saint Chamarand, Belcastel, Campagnac Frayssinet et, bien sûr, Costeraste.
Jean François de Calvimont, fils d'Elisabeth de Peyronnenc, en devient le seigneur en 1779. Né en 1739 au château de Saint Martial de Nabirat , il entre, en mai 1755, aux chevaux légers de la garde du roi : une unité  d'élite de deux cent hommes dont chacun devait justifier d'au moins un siècle de noblesse paternelle. Une tradition familiale, puisque son grand père était, lui, membre de la première compagnie des mousquetaires du roi où servaient déjà ses trois frères en 1666, sous le commandement d'un certain d'Artagnan.
Jean François de Calvimont se marie en 1761 à Cécile de Raffin, héritière du château de Rigoulières, près de Villeneuve sur Lot. En 1773, il dispose d'un revenu de 23500 livres, ce qui fait de lui la première fortune de la région de Sarlat.
Après son décès au printemps 1782, sa veuve, Cécile de Raffin, se retire d'abord à Villeneuve d'Agen, puis au château de la Tour, près de Cérons, dans le Bordelais, d'où elle gère les nombreuses propriétés familiales en Périgord, Agenais et Quercy. À Costeraste, c'est son intendant  Antoine Lamothe qui lève et touche les droits féodaux. Non sans mal, car les deux fermiers principaux -  Madieu et Labrande - restent parfois plusieurs années sans payer ce qui conduit à des procès et tentatives de saisie. Dans les années 1780, le revenu annuel de la seigneurie de Costeraste s'élève à 2850 livres.
En 1786, au travers du versement d’une somme d’argent, on apprend que l'héritier de Costeraste, le comte Jean Augustin Armand de Calvimont, capitaine de cavalerie au Royal Piémont, vit à Paris, au 152 rue Bourbon, dans le quartier Saint Germain. Cet officier, page du roi, qui a ses entrées à Versailles – son nom apparaît dans plusieurs mémoires du temps –  fuit la Révolution au printemps 1790 en s’exilant à Venise , puis en 1792 à Coblentz en Allemagne.
Avant de quitter la France, la famille de Calvimont récupère, en avril 1790, les principales archives de Costeraste, ce qui les sauvera de la destruction. Elles seront ensuite déposées aux archives départementales de la Dordogne en 1927.
En 1792, Jean Augustin de Calvimont et sa mère émigrent en Irlande, dans le comté de Cork, où Cécile de Raffin meurt en 1796. Jean Augustin de Calvimont rentre alors en France et épouse  en 1796 Jeanne Sophie de la Salle, fille d'un conseiller au parlement de Bordeaux. Le couple s'installe dans le Bordelais, tentant de récupérer certains de leurs biens mis sous séquestre. Le dernier seigneur de Costeraste entretiendra toujours des liens suivis avec les habitants de ses anciens fiefs. Ainsi, en 1810, le prieuré de Bouzic, ne manque pas de lui envoyer dinde et truffes de son Périgord natal.

### La laïcisation du château: 1790-1846
La fuite du seigneur de Costeraste à l’étranger bouleverse le destin du château qui était un bien noble depuis plus de cinq siècles.  
Début juin 1791, le nouveau maire de Costeraste, Jauvion, argumentant de la présence d'une chapelle - celle du château - du nombre d'habitants - quatre cent fidèles - et de la distance avec l'église Saint-Pierre de Gourdon, réclame qu'on lui octroie un vicaire pour desservir la paroisse de Costeraste. Cette demande sera acceptée, puisqu'un certain Mercié sera nommé vicaire. En septembre 1791, nouvelle demande, cette fois pour obtenir des objets nécessaires au culte qui seront pris dans la chapelle Notre-Dame de l'église des Cordeliers de Gourdon.
À l’été 1793, les autorités locales décident la mise en vente, par enchère publique, du mobilier du château, au bénéfice de l’État. État qui ne s’enrichira guère, puisque ne sont proposés que quatre meubles : une vieille table, deux bancs et une armoire… Vu la maigreur du mobilier restant, on peut penser que le château a été largement vidé au préalable par les habitants. Les turbulences révolutionnaires n’ont en apparence que peu affecté l’apparence du bâtiment puisque seul le fronton de la façade sud a été martelé. En revanche, on perd la trace de la tour féodale encore présente dans l'inventaire de 1656, mais qui n'apparaît pas dans le descriptif de 1794.
C'est en effet le 2 mars 1794 que le château et ses terres sont vendus comme bien national. Le  domaine est divisé en sept parts : le four et sa maison attenante, puis le cellier et enfin le château qui est partagé en cinq parties, acquises par des familles du village. C'est à cette époque que disparait l'escalier à degré en pierre ainsi que la tourelle d'angle nord-ouest. Cette vente va modifier pour plus d'un siècle la structure du château. En 1812, meurt à Bordeaux le dernier seigneur de Costeraste, Jean Augustin de Calvimont. Quant à sa veuve et ses enfants, ils apparaissent une dernière fois, en 1827, sur l’état détaillée des liquidations de la commission d’indemnisation des émigrés pour la somme de 165 328 livres.
Au mois de juillet 1795, nouvelle décision de vente publique : cette fois-ci, il s’agit de toute la futaille du cellier. Venu spécialement, le commissaire du district, Michel Périé, ne parvient cependant à mettre en vente que deux cuves : les barriques, elles, ont été opportunément remplies de vin par un certain Bladinière, fermier du château… et ne peuvent donc être mises aux enchères.  
Il faut attendre 1840 pour avoir une photographie de la nouvelle disposition du château, désormais divisé en cinq logements : deux dans le logis, deux dans la salle seigneuriale, le dernier dans la tour.  Cinq familles se partagent l’ancien château : les Teulet, Grangié, Sisterne, Bernat et Jauvion 

### La création de l’église et du presbytère: 1846-1906

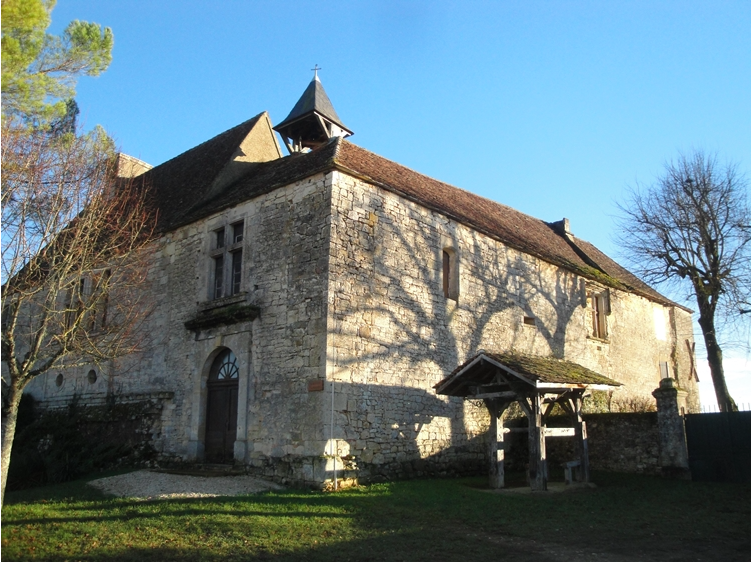
ancienne salle seigneuriale devenue église communale

En 1846, une décision va durablement marquer le destin du château. En effet, la population de Costeraste réclame l’ouverture d’une église. Cette demande d’autonomie n’est pas nouvelle : déjà, vers 1350, les habitants refusaient de financer la construction de l’église Saint Pierre de Gourdon sous prétexte qu’ils pouvaient disposer de la chapelle castrale, ce qui leur valut une mise à l’amende. Cette requête de création d’une église communale est acceptée - non sans réticence - et en 1847, le conseil municipal de Gourdon vote alors la transformation d’une partie du château en église paroissiale dédiée à Notre Dame.
Ainsi, l’ancienne salle seigneuriale, restaurée par les Tustal vers 1500, se transforme en nef et le plancher de la salle haute est abattu pour gagner en hauteur. Une porte d'entrée est ouverte au nord et un clocher élevé au-dessus de la toiture. Une sacristie est construite dans la cour intérieure. L'ancienne tour médiévale se transforme, elle, en presbytère. C'est aussi, à cette époque, que disparaît l'échauguette de l'angle nord-ouest et la tour à degré du logis, encore présent sur le cadastre de 1835.
En 1868, Paulin Arène, est nommé prêtre de la paroisse de Costeraste. Il s’installe dans le presbytère qu’il occupera pendant près de quarante ans. C’est lui qui fera construire  sans doute avec des matériaux récupérés  une petite chapelle basse accolée au mur est de la nouvelle église. Le curé Paulin Arène n’apparaît plus dans les recensements communaux après 1906. Il fut le premier et le dernier curé résident de la paroisse de Costeraste.

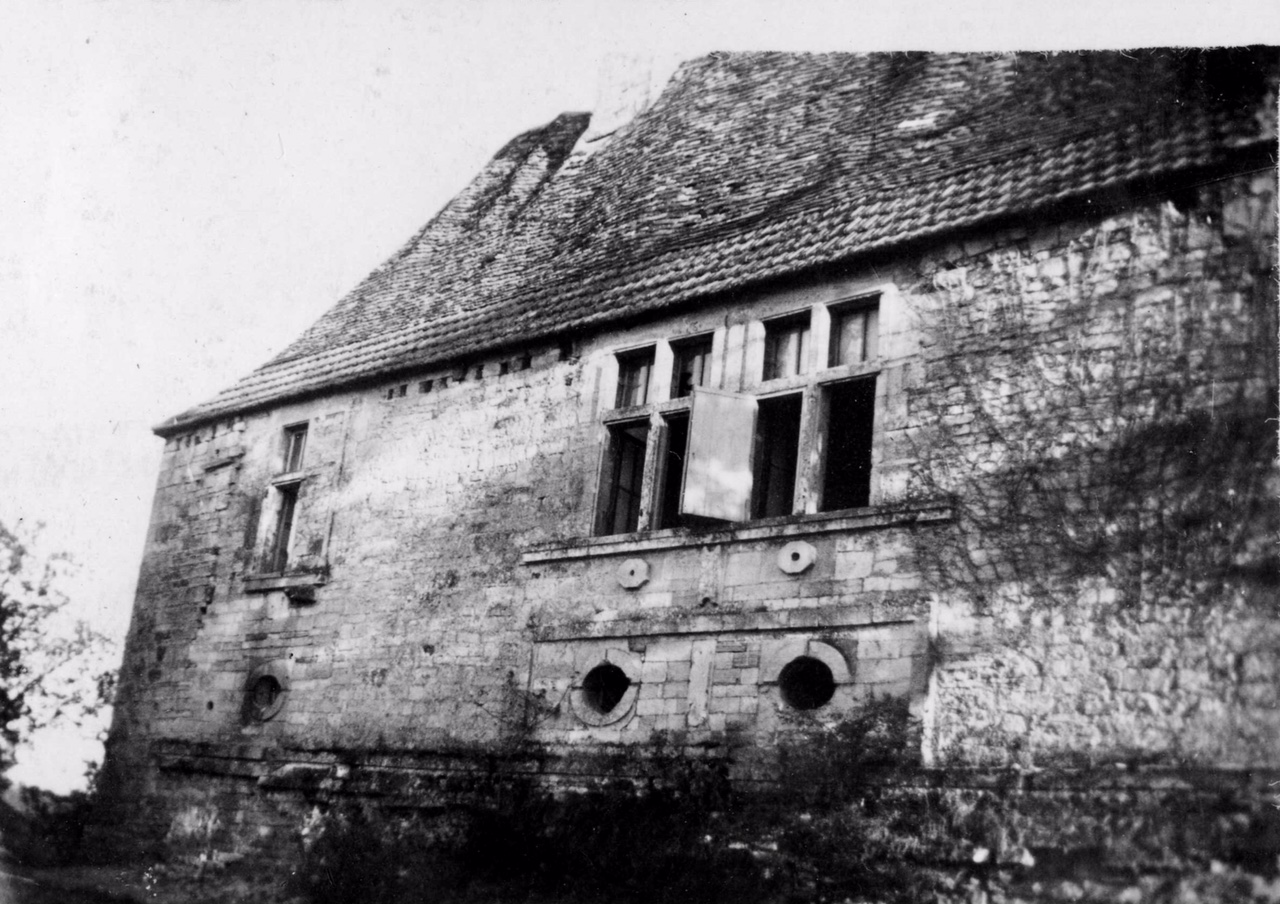
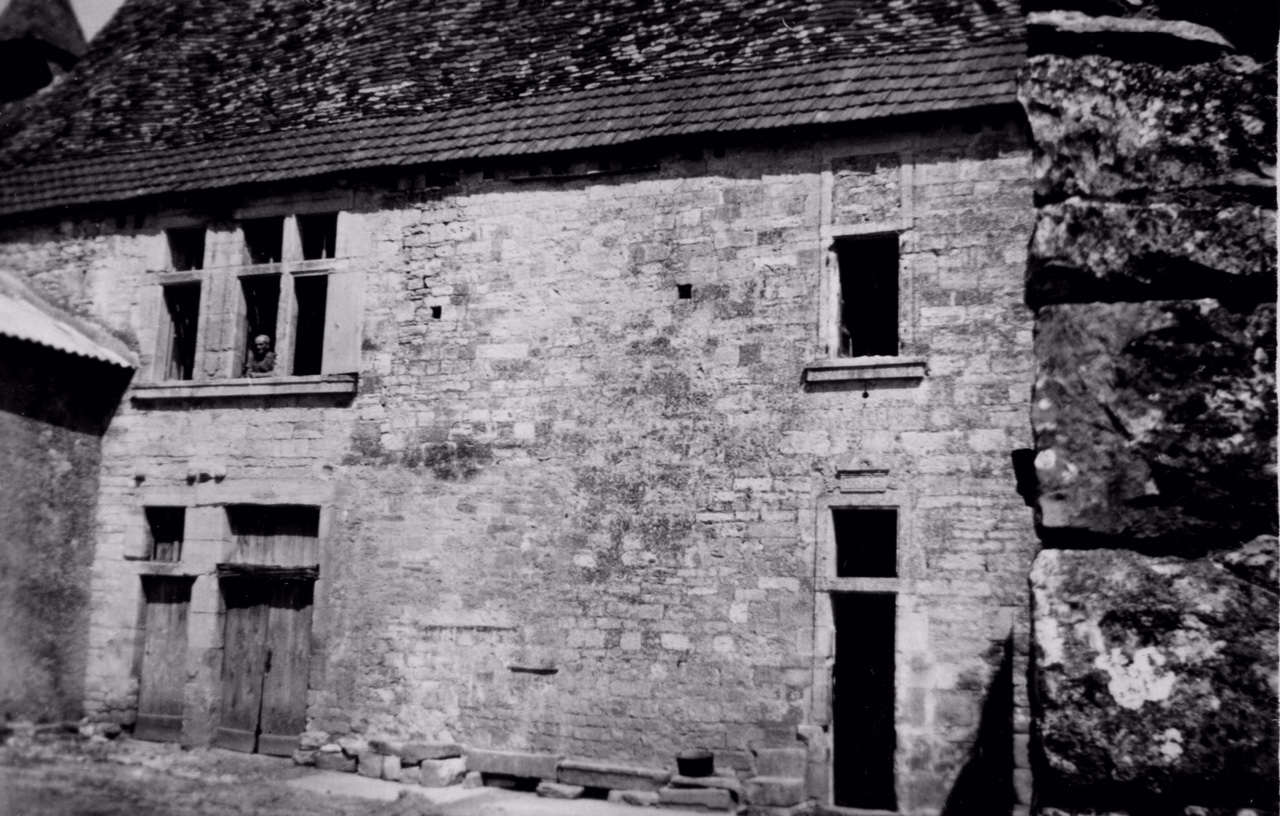
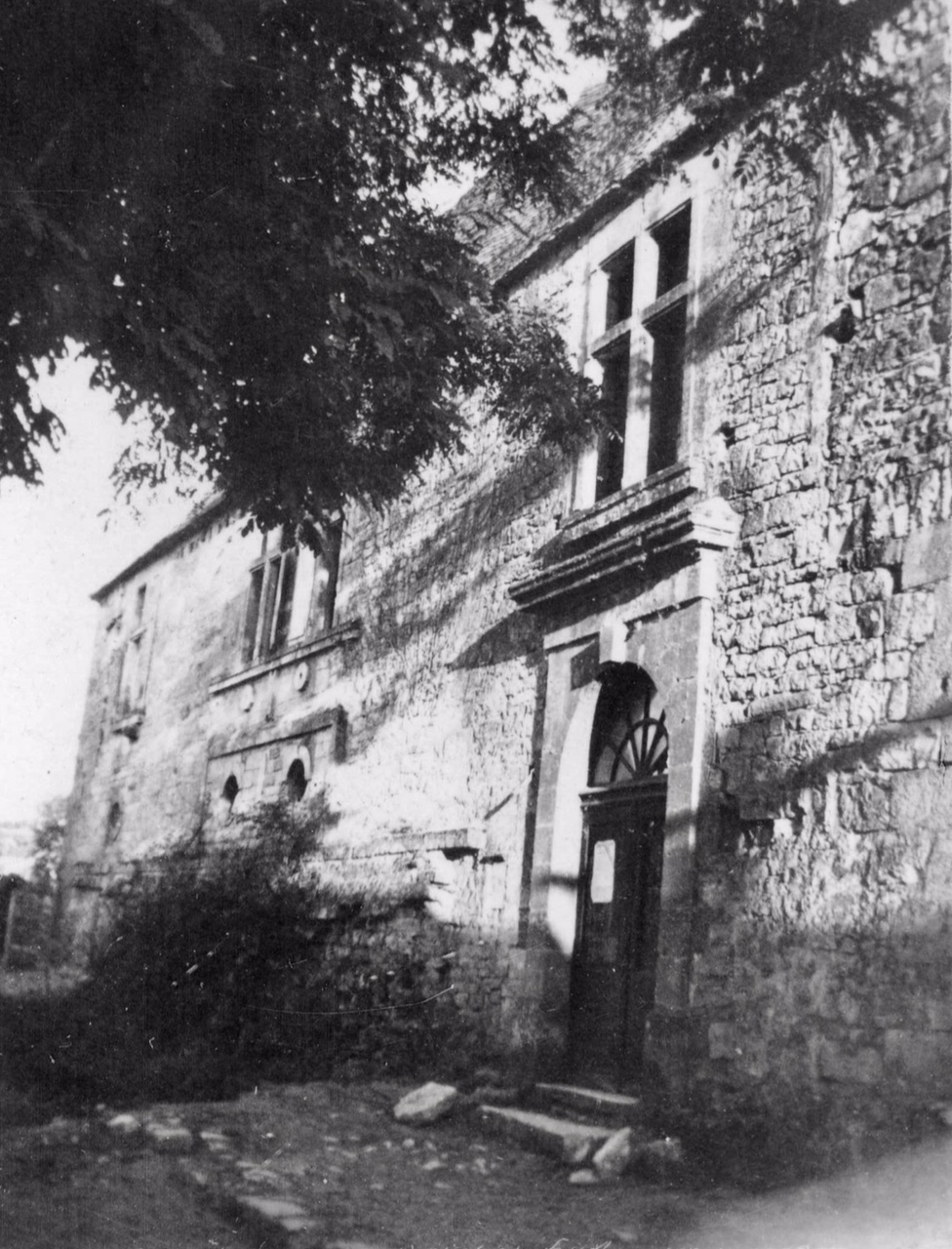
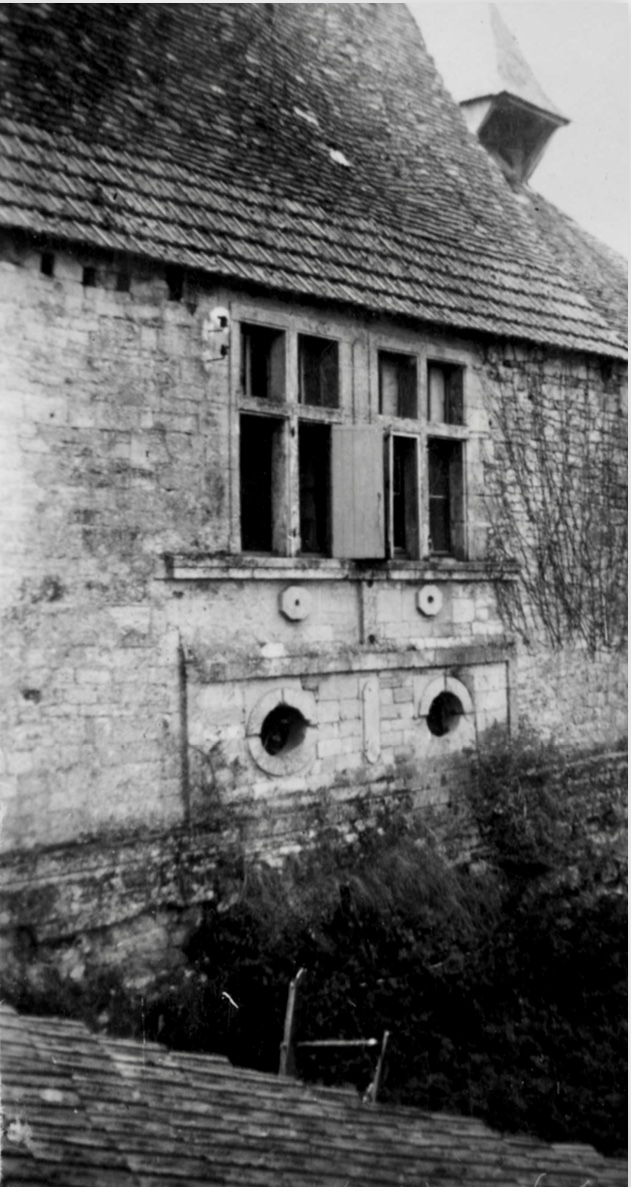

### L’époque contemporaine ou la résurrection

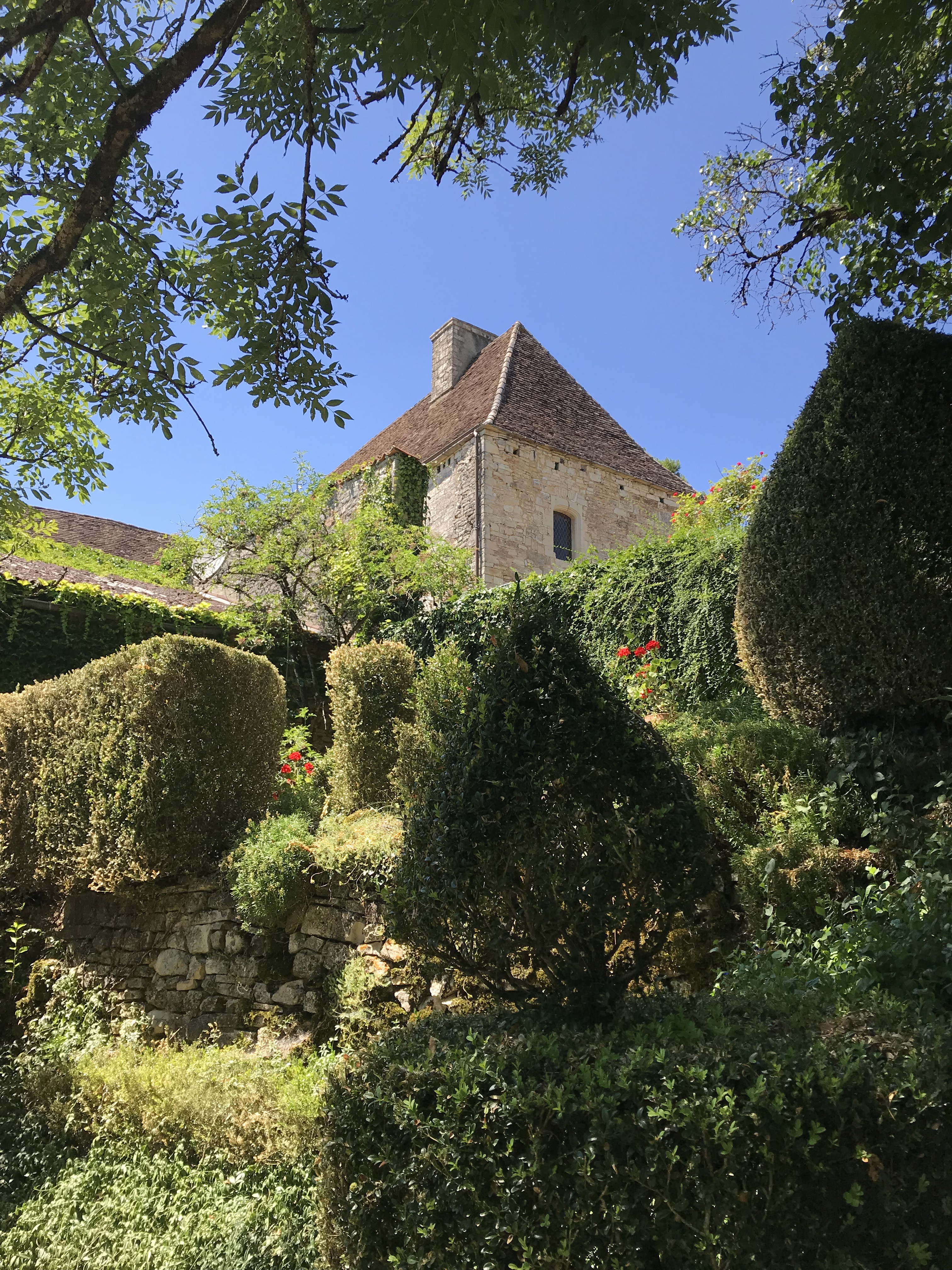
jardin de buis du château

En 1956, la famille Boudet hérite du logis  qui, à l’époque, tombe quasiment en ruine : fenêtres comblées, huisseries détruites, toiture à l’abandon… Ce jeune couple tombe amoureux des lieux et les restitue progressivement dans leur état d’origine aussi bien à l’extérieur qu’à l’intérieur. Un premier travail de restauration qui va durer plus d’une décennie. Ils acquièrent ensuite l’ancien presbytère et le rénove à son tour en réhabilitant les nombreux vestiges médiévaux. Sans compter les travaux de soutien et de renforcement de l’ancien chemin de ronde et de la base de la tour. En 1986, est réalisée la restitution des plafonds peints des deux niveaux du logis.
En 1992, avec l’accord des autorités communales et culturelles, est décidée la restitution de la façade est de la salle seigneuriale dans son état le plus proche de l’origine. À cet effet, la sacristie et la chapelle ajoutées au XIXe siècle sont enlevées. Le château retrouve ainsi son aspect du Moyen Âge.
Durant les années 1980, la famille Boudet accueillera, durant plusieurs étés, le chanteur Claude Nougaro.

## Architecture

### Le castrum
L'ensemble, au milieu du XIVe siècle, est donc constitué :
- D’une tour qui surveille, à la jonction des vallées du Céou et du Bléou, la route commerciale de Cahors et celle du pèlerinage de Rocamadour.
- D'une  salle seigneuriale attenante constituée d’un rez-de-chaussée et d’un étage.

- D’une maison forte qui, par retour d’équerre, ferme le castrum.

- D'un accès, défendu par une courtine et une douve sèche.
- D'un four banal, d'un cellier et d'un pressoir sans doute banal

- D'un village, clos par une enceinte fortifiée.

Un modèle typique de castrum, dont on retrouve de nombreux exemples en Quercy, Périgord et Limousin.

### Le château  actuel
Il est constitué de trois corps de bâtiments en retour d’équerre : la tour, la salle seigneuriale et le logis qui encadre une cour protégée par une enceinte.

#### La tour

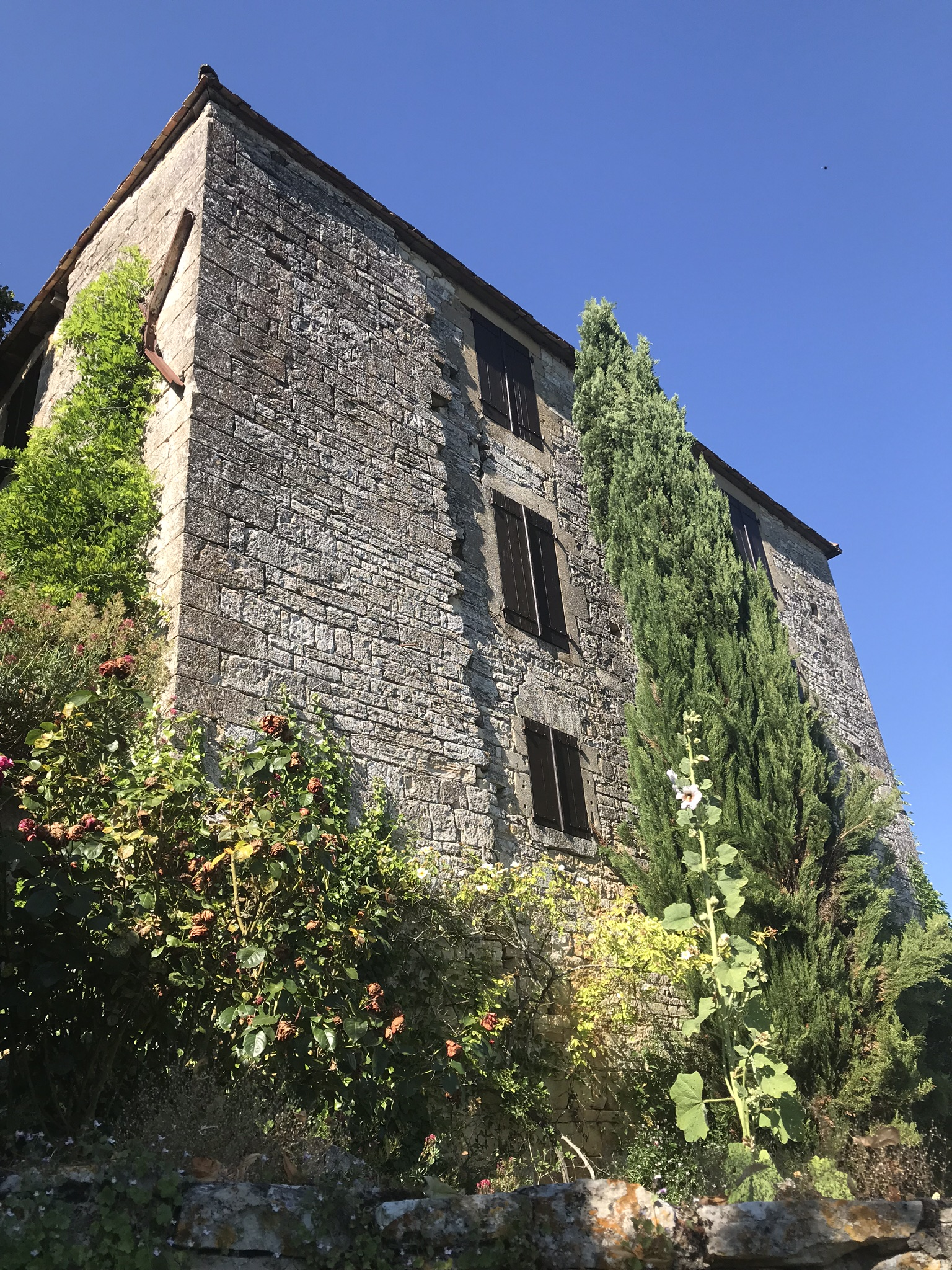
Ancienne tour

Édifiée dans la première moitié du XIIIe siècle, elle est à l’état de ruine à la fin de la guerre de cent ans. Bénéficiant d’une autorisation de reconstruction à l'identique en 1491, on ignore néanmoins sous quelle forme et à quelle hauteur exactes elle est réédifiée.
Dans l’inventaire de 1582, elle apparaît composée de trois étages et semble principalement utilisée comme annexe. Dans celui de 1635, il est précisé que des travaux de consolidations ont été faits. La tour est ensuite démantelée à une date inconnue, et transformée en 1847 en presbytère.
De base rectangulaire, son entrée principale se situe au sud et au premier étage, pour des raisons de défense. Une porte du XIIIe siècle - dont il reste une partie - donne sur une salle qui comprenait une vaste cheminée bordée de deux cendriers en saillie. Le sol était recouvert de carreaux en terre cuite décoré d'un motif végétal. Une autre cheminée se trouvait dans la pièce supérieure. En 1635, la tour avait trois niveaux. Sa hauteur, à l'époque médiévale, était de 17 m. Du côté nord, une porte - dont une partie est d'origine - ouvre sur la cour intérieure. Des vestiges de deux fenêtres, d'époque 1500, se voit dans l'élévation de la façade nord.

#### La salle seigneuriale
Attestée dès la première moitié du XIVe siècle, elle est reconstruite après la guerre de Cent ans comme en témoignent les deux fenêtres à croisée et demi-croisée sur les façades est et ouest, édifiées entre 1491 et 1504. Décorées d'un larmier se finissant en forme de rose épanouie - motif que l'on retrouve peint sur plusieurs poutres intérieures -  d'un encadrement à base prismatique, ces fenêtres, qui ornent le premier étage, sont similaires à celles du château de Lagrézette et d’Anglars, près de Cahors, édifiés peu après.
La façade donnant vers l'ouest est protégée par deux bouches à feu, l'une de la fin du Moyen Âge, l'autre du début du XVIIe siècle.
Deux autres fenêtres d’origine médiévale sont aussi visibles sur la façade est : celle à croisée a été restituée à partir des vestiges restants en 1992, l’autre, une fenêtre trilobée, typique du début du XIVe siècle, est un réemploi : elle provient très probablement du démantèlement de la tour au XIXe siècle.
La majeure partie de la salle  seigneuriale correspond désormais à l’’église communale.

##### La cour et son enceinte
Intitulée « basse-cour » dans les inventaires, elle était protégée par une enceinte fortifiée au Sud et à l’Est. Le niveau du sol actuel est largement surélevé par  rapport au niveau médiéval.
Les bases de l’enceinte côté sud sont encore visibles en prolongement de l’ancienne tour. Il en est même pour l’enceinte côté est dont subsistent de nombreux vestiges.

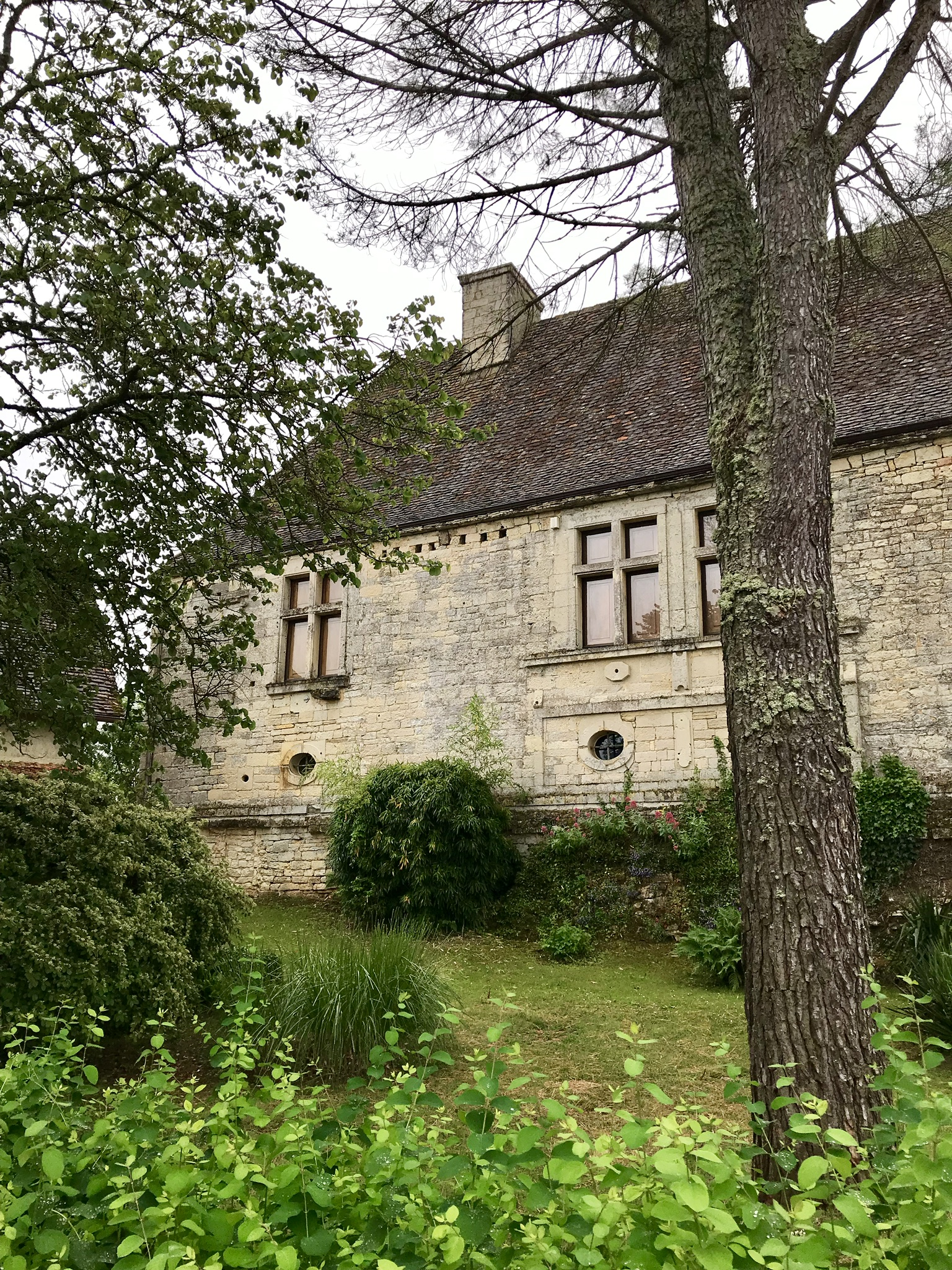
Façade nord 1652

##### Le logis
Construit au 13e siècle, attestée en 1348, l’actuel logis correspond à l’hospicium de la famille Engolème : une maison forte mais qui ne bénéficie pas d’une tour seigneuriale. De forme rectangulaire, l’hospicium protégeait la façade nord du château.
Ce logis a été entièrement remanié  dans la première moitié du XVIIe siècle, ce que confirme la date de fin des travaux -1652 - inscrite sur le décor d’une des portes d’entrée ainsi que sur une cheminée intérieure. Sur la façade nord, quatre fenêtres à meneaux ont été percées dont deux sur un soubassement, alternant décor géométrique et œil-de-bœuf. Les trois tablettes en forme de polygone, sculptées dans l'allège des fenêtres, dissimulent des canonnières.
Trois canons sculptés, en saillie sur la façade, accompagnent cette mise en scène. La façade à l'est présente, elle, une fenêtre en anse de panier, surmontant une bouche à feu. Quant à la façade sud, elle reprend la même déclinaison de trois fenêtres à meneaux à l’étage. Le rez-de-chaussée, lui, est percé de trois portes à meneau simple. Des sculptures de boulets, de canons et de bouche à feu complètent ce décor dédié à l’artillerie.
À l’intérieur, se trouvent deux cheminées monumentales dont l’une reprend les éléments géométriques de la façade nord.
Une tour carrée, abritant un escalier à vis, faisait la jonction entre les deux ailes du château. Sans doute construite au milieu du 17°siècle, elle apparait encore dans le cadastre dit napoléonien  de 1838 avant de disparaître avec la création de l'église communale.

#### L'énigme des façades du logis.
Entièrement rebâties dans la première moitié du XVIIe siècle, les deux façades présentent un décor militaire unique dont on ne connait ni l'origine, ni la raison. Toutefois, une piste familiale se dessine au travers de l'étude des archives familiales. En effet, à la mort de François Albareil en 1619, ses héritiers - issus de deux mariages différents - se déchirent, durant des décennies, pour le partage des biens de leur père. Un conflit qui a sans doute conduit la branche héritière du logis à vouloir affirmer dans la pierre les symboles de sa propre lignée maternelle en mettant à l'honneur une célébrité familiale : Jean de Dufort qui fut lieutenant général de l'artillerie de France sous Henri IV. C'est peut-être donc grâce à une querelle d'héritage et une opération de prestige que l'on doit ce décor inédit où s'entrecroisent boulets sculptés, canons en saillie et bouches à feu.